# Deutsche DT-Fußballmeisterschaft 1926/27
Die Deutsche DT-Fußballmeisterschaft 1927 war die dritte von der Deutschen Turnerschaft ausgerichtete deutsche Meisterschaft im Fußball. Sieger wurde der TV 1861 Forst.

## Modus und Teilnehmer
Gespielt wurde im K.-o.-System. 
| - Castroper TV 1874 - TV 1861 Forst - Harburger TB 1865 | - TV 1846 Mannheim - TV Möhringen | - TV Radebeul - ATV Weida |

## Ergebnisse

### Viertelfinale
|                   | Ergebnis |                   |
| ----------------- | -------- | ----------------- |
| TV 1861 Forst     | 11:10    | ATV Weida         |
| Castroper TV 1874 | 5:2      | Harburger TB 1865 |
| TV 1846 Mannheim  | 6:2      | TV Möhringen      |

Der TV Radebeul erhielt ein Freilos.

### Halbfinale
|                  | Ergebnis |                   |
| ---------------- | -------- | ----------------- |
| TV 1846 Mannheim | 9:0      | Castroper TV 1874 |
| TV 1861 Forst    | 3:2      | TV Radebeul       |

### Finale
|               | Ergebnis |                  |
| ------------- | -------- | ---------------- |
| TV 1861 Forst | 6:0      | TV 1846 Mannheim |